# Atletica leggera ai Giochi della XXIV Olimpiade - 5000 metri piani

Video della Finale

I 5000 metri piani hanno fatto parte del programma maschile di atletica leggera ai Giochi della XXIV Olimpiade. La competizione si è svolta nei giorni 28 settembre-1º ottobre 1988 allo Stadio olimpico di Seul.

## Pre-gara
| Primatista mondiale   | 12'58"39 (1987) | Saïd Aouita | 800 e 1500 |
| Primatista stagionale | 13'15"62        | José Regalo | Presente   |

## Presenze ed assenze dei campioni in carica
| Competizione        | Atleta        | Prestazione | Seul 1988    |
| ------------------- | ------------- | ----------- | ------------ |
| Olimpiadi 1984      | Saïd Aouita   | 13'05”59    | 800 e 1500 m |
| Commonwealth 1986   | Steve Ovett   | 13'24”11    | Non selez.   |
| Goodwill Games 1986 | Doug Padilla  | 13'46”65    | Presente     |
| Europei 1986        | Jack Buckner  | 13'10”15    | Presente     |
| Asiatici 1986       | Kim Jong-yoon | 13'50”63    | Assente      |
| Africani 1987       | John Ngugi    | 13'31”87    | Presente     |
| Mondiali 1987       | Saïd Aouita   | 13'26”44    | 800 e 1500 m |

## La gara
Saïd Aouita non c'è: è andato a sfidare i mezzofondisti per batterli sulle loro distanze preferite, 800 e 1500. Non avrà molta fortuna.
In finale, quando sono stati percorsi solo 1000 metri il keniota Ngugi percorre un giro lanciato in 58"2, distaccando gli avversari di 30 metri. Il portoghese Castro prova ad andarlo a prendere, ma spende troppe energie e nel finale è raggiunto e superato dai tedeschi Baumann e Kunze. John Ngugi vince con un distacco di quattro secondi.

Stefano Mei, campione europeo dei 10.000, fa una corsa nelle retrovie e conclude al settimo posto.
Il primatista mondiale stagionale José Regalo si ritira durante la gara.

## Risultati

### Turni eliminatori
| 3 Batterie   | 28 settembre | 59 partenti su 70 iscritti | Si qualificano i primi 7 + i 9 migliori tempi. |
| 2 Semifinali | 29 settembre | 15 + 15                    | Si qualificano i primi 6 + i 3 migliori tempi. |
| Finale       | 1º ottobre   | 15 concorrenti             |                                                |

## Batterie
Mercoledì 28 settembre 1988.

Si qualificano per il secondo turno i primi 7 classificati di ogni batteria (Q). Vengono ripescati i 9 migliori tempi fra gli esclusi (q).

### 1ª Batteria
| Posizione | Corsia | Nome                | Nazionalità        | Tempo    | Note                          |
| --------- | ------ | ------------------- | ------------------ | -------- | ----------------------------- |
| 1         | -      | Gary Staines        | Gran Bretagna      | 13’47”81 | Q                             |
| 2         | -      | Sidney Maree        | Stati Uniti        | 13’47”85 | Q                             |
| 3         | -      | Andrew Lloyd        | Australia          | 13’47”87 | Q                             |
| 4         | -      | Domingos Castro     | Portogallo         | 13’47”91 | Q                             |
| 5         | -      | John Ngugi          | Kenya              | 13’47”93 | Q                             |
| 6         | -      | Mauricio Gonzalez   | Messico            | 13’47”98 | Q                             |
| 7         | -      | John Doherty        | Irlanda            | 13’47”99 | Q                             |
| 8         | -      | Paul Arpin          | Francia            | 13’48”03 | q                             |
| 9         | -      | Alejandro Gomez     | Spagna             | 13’51”60 | q                             |
| 10        | -      | Dietmar Millonig    | Austria            | 14’01”92 |                               |
| 11        | -      | Pierre Deleze       | Svizzera           | 14’12”79 |                               |
| 12        | -      | Carey Nelson        | Canada             | 14’15”94 |                               |
| 13        | -      | Abukar Hasan Adani  | Somalia            | 14’37”98 |                               |
| 14        | -      | Hassan Ismael       | Gibuti             | 14’45”40 |                               |
| 15        | -      | Haribahadur Rokaya  | Nepal              | 14’53”75 |                               |
| 16        | -      | Kaleka Mutoke       | Zaire              | 14’56”33 |                               |
| 17        | -      | Ian Gray            | Belize             | 15’33”24 | Miglior prestazione personale |
| 18        | -      | Abd Elrahman Massad | Sudan              | 15’50”91 |                               |
| 19        | -      | Manuel Rondo Roku   | Guinea Equatoriale | 16’44”13 |                               |

### 2ª Batteria
| Posizione | Corsia | Nome                  | Nazionalità    | Tempo    | Note |
| --------- | ------ | --------------------- | -------------- | -------- | ---- |
| 1         | -      | Eamonn Martin         | Gran Bretagna  | 13’58”00 | Q    |
| 2         | -      | Salvatore Antibo      | Italia         | 13’58”06 | Q    |
| 3         | -      | Cyril Laventure       | Francia        | 13’58”19 | Q    |
| 4         | -      | Yobes Ondieki         | Kenya          | 13’58”24 | Q    |
| 5         | -      | Doug Padilla          | Stati Uniti    | 13’58”45 | Q    |
| 6         | -      | Dieter Baumann        | Germania Ovest | 13’58”46 | Q    |
| 7         | -      | Abel Anton            | Spagna         | 13’58”59 | Q    |
| 8         | -      | Fernando Couto        | Portogallo     | 13’58”72 |      |
| 9         | -      | Arturo Barrios        | Messico        | 13’59”04 |      |
| 10        | -      | Frank O'Mara          | Irlanda        | 13’59”46 |      |
| 11        | -      | Shuichi Yoneshige     | Giappone       | 13’59”68 |      |
| 12        | -      | Stanley Mandebele     | Zimbabwe       | 14’03”97 |      |
| 13        | -      | Young-Gil Kim         | Corea del Sud  | 14’09”45 |      |
| 14        | -      | A. H. Edward Nabunone | Indonesia      | 14’19”40 |      |
| 15        | -      | George Mambosasa      | Malawi         | 14’30”01 |      |
| 16        | -      | Anwar Alharazi        | Yemen del Nord | 14’49”25 |      |
| 17        | -      | Mohamed Ould Khalifa  | Mauritania     | 15’18”64 |      |
| -         | -      | Lars-Ove Stroeme      | Norvegia       | r        |      |
| -         | -      | Davendra Singh        | Figi           | dns      |      |

### 3ª Batteria
| Posizione | Corsia | Nome                   | Nazionalità      | Tempo    | Note                          |
| --------- | ------ | ---------------------- | ---------------- | -------- | ----------------------------- |
| 1         | -      | Stefano Mei            | Italia           | 13’42”96 | Q                             |
| 2         | -      | Charles Cheruiyot      | Kenya            | 13’43”11 | Q                             |
| 3         | -      | Pascal Thiebaut        | Francia          | 13’43”28 | Q                             |
| 4         | -      | Vincent Rousseau       | Belgio           | 13’43”38 | Q                             |
| 5         | -      | Evgueni Ignatov        | Bulgaria         | 13’43”42 | Q                             |
| 6         | -      | Paul Williams          | Canada           | 13’43”43 | Q                             |
| 7         | -      | Eamonn Coghlan         | Irlanda          | 13’43”48 | Q                             |
| 8         | -      | Jonny Danielsson       | Svezia           | 13’43”54 | q                             |
| 9         | -      | José Regalo            | Portogallo       | 13’43”59 | q                             |
| 10        | -      | Jack Buckner           | Gran Bretagna    | 13’43”69 | q                             |
| 11        | -      | Hansjörg Kunze         | Germania Est     | 13’44”34 | q                             |
| 12        | -      | Mikhail Dasko          | Unione Sovietica | 13’45”25 | q                             |
| 13        | -      | Terry Brahm            | Stati Uniti      | 13’45”28 | q                             |
| 14        | -      | Marcos Barreto         | Messico          | 13’45”82 | q                             |
| 15        | -      | Juma Mnyampanda        | Tanzania         | 14’05”09 |                               |
| 16        | -      | Warsama Ahmed Ebrahimm | Qatar            | 14’06”20 | Miglior prestazione personale |
| 17        | -      | Mathias Ntawulikura    | Ruanda           | 14’08”84 | Miglior prestazione personale |
| 18        | -      | Farook Ahmed Saeed     | Yemen del Sud    | 15’11”20 |                               |
| 19        | -      | Ronodji Miakakem       | Ciad             | 15’42”73 |                               |

## Semifinali
Giovedì 29 settembre 1988.

Si qualificano alla finale i primi 6 classificati di ogni batteria (Q). Vengono ripescati i 3 migliori tempi fra gli esclusi (q).

### 1ª Semifinale
| Posizione | Corsia | Nome              | Nazionalità    | Tempo     | Note |
| --------- | ------ | ----------------- | -------------- | --------- | ---- |
| 1         | -      | Domingos Castro   | Portogallo     | 13’22”44  | Q    |
| 2         | -      | Sidney Maree      | Stati Uniti    | 13’22”61  | Q    |
| 3         | -      | Dieter Baumann    | Germania Ovest | 13’22”71  | Q    |
| 4         | -      | Pascal Thiebaut   | Francia        | 13’22”71  | Q    |
| 5         | -      | Yobes Ondieki     | Kenya          | 13’22”85  | Q    |
| 6         | -      | Hansjörg Kunze    | Germania Est   | 13’23”04  | Q    |
| 7         | -      | Jack Buckner      | Gran Bretagna  | 13’23”17  | q    |
| 8         | -      | Salvatore Antibo  | Italia         | 13’25”64  |      |
| 9         | -      | Cyril Laventure   | Francia        | 13’29”92  |      |
| 10        | -      | Charles Cheruiyot | Kenya          | 13’38”44  |      |
| 11        | -      | Alejandro Gomez   | Spagna         | 13’41”73  |      |
| 12        | -      | Andrew Lloyd      | Australia      | 13’42”49  |      |
| 13        | -      | Paul Williams     | Canada         | 13’44”57  |      |
| 14        | -      | Marcos Barreto    | Messico        | 13’53”93  |      |
| 15        | -      | Eamonn Coghlan    | Irlanda        | 14’02”16” |      |

### 2ª Semifinale
| Posizione | Corsia | Nome              | Nazionalità      | Tempo    | Note |
| --------- | ------ | ----------------- | ---------------- | -------- | ---- |
| 1         | -      | Stefano Mei       | Italia           | 13’24”20 | Q    |
| 2         | -      | John Ngugi        | Kenya            | 13’24”43 | Q    |
| 3         | -      | José Regalo       | Portogallo       | 13’24”48 | Q    |
| 4         | -      | Gary Staines      | Gran Bretagna    | 13’24”51 | Q    |
| 5         | -      | John Doherty      | Irlanda          | 13’24”61 | Q    |
| 6         | -      | Evgueni Ignatov   | Bulgaria         | 13’24”76 | Q    |
| 7         | -      | Paul Arpin        | Francia          | 13’24”82 | q    |
| 8         | -      | Jonny Danielsson  | Svezia           | 13’25”25 | q    |
| 9         | -      | Eamonn Martin     | Gran Bretagna    | 13’26”26 |      |
| 10        | -      | Mauricio Gonzalez | Messico          | 13’32”52 |      |
| 11        | -      | Doug Padilla      | Stati Uniti      | 13’37”11 |      |
| 12        | -      | Abel Anton        | Spagna           | 13’39”13 |      |
| 13        | -      | Mikhail Dasko     | Unione Sovietica | 13’43”65 |      |
| 14        | -      | Vincent Rousseau  | Belgio           | 14’03”74 |      |
| 15        | -      | Terry Brahm       | Stati Uniti      | 14’04”12 |      |

## Finale
| Record mondiale      | Saïd Aouita | 12'58"39 | Roma        | 22 luglio 1987 |
| Record olimpico      | Saïd Aouita | 13'05"59 | Los Angeles | 11 agosto 1984 |
| Capolista stagionale | José Regalo | 13'15"62 | Bruxelles   | 19 agosto 1988 |

Sabato 1º ottobre 1988, Stadio olimpico di Seul.
| Pos. | Corsia | Atleta           | Età | Nazione        | Tempo    | Note                          |
| ---- | ------ | ---------------- | --- | -------------- | -------- | ----------------------------- |
|      | -      | John Ngugi       | 26  | Kenya          | 13'11”70 | Miglior prestazione personale |
|      | -      | Dieter Baumann   | 23  | Germania Ovest | 13'15”52 | Miglior prestazione personale |
|      | -      | Hansjörg Kunze   | 29  | Germania Est   | 13'15”73 |                               |
| 4    | -      | Domingos Castro  | 24  | Portogallo     | 13’16”09 | Miglior prestazione personale |
| 5    | -      | Sydney Maree     | 32  | Stati Uniti    | 13’23”69 |                               |
| 6    | -      | Jack Buckner     | 27  | Gran Bretagna  | 13’23”85 |                               |
| 7    | -      | Stefano Mei      | 25  | Italia         | 13’26”17 |                               |
| 8    | -      | Evgeni Ignatov   | 29  | Bulgaria       | 13’27”41 |                               |
| 9    | -      | John Doherty     | 27  | Irlanda        | 13’27”71 |                               |
| 10   | -      | Jonny Danielsson | 24  | Svezia         | 13’30”44 |                               |
| 11   | -      | Pascal Thiebaut  | 29  | Francia        | 13’31”99 |                               |
| 12   | -      | Yobes Ondieki    | 27  | Kenya          | 13’52”01 |                               |
| 13   | -      | Gary Staines     | 25  | Gran Bretagna  | 13’55”00 |                               |
| 14   | -      | Paul Arpin       | 28  | Francia        | 14’13”19 |                               |
| -    | -      | José Regalo      | 24  | Portogallo     | r        |                               |